# RFC Tournai
El RFC Tournai es un equipo de fútbol belga de la ciudad de Tournai en la provincia de Henao. El club fue fundado en 2002 a través de la fusión de US Tournai (matrícula nº 26) y RC Tournai (matrícula nº 36), el club fusionado mantuvo el número de matrícula 26 de US Tournai. El club resultante adoptó los colores rojo y amarillo y juega en el Stade Luc Varenne. Actualmente juega en la División 2, cuarto nivel de fútbol en el país.

## Historia
El club fue fundado en 1902 en la ciudad de Tournai con el nombre de Union Sportive Tournasienne por estudiantes del Real Ateneo. Un año después se afilió a la Real Federación Belga de Fútbol con la licencia n.º 26. En 1909 el club alcanzó una de las divisiones nacionales, en 1923 ganó su primer campeonato en la Provincial. En 1928, cuando el club llevaba 25 años afiliado, el nombre pasó a ser Royale Union Sportive Tournaisienne.
Después de la Segunda Guerra Mundial, el club logró mejores resultados. En 1948 ascendieron a la Segunda división, en mayo de 1951 alcanzaron la Primera división por primera vez en su historia. Este fue sin duda el mejor período del club, donde más de diez mil espectadores acudían a ver los partidos en el estadio Gaston Horlait (que luego se convertiría en el Magdeleine Lefebvrestadion).
La estancia en la máxima categoría duró solo una temporada, el equipo acabó colista con solo 3 victorias y 12 puntos, y tras solo dos temporadas en Segunda División, el equipo rápidamente descendió a la Tercera y posteriormente a Cuarta.
En mayo de 2002 RUS Tournai se fusionó con el otro club importante de la ciudad, RRC Tournai, creando el nuevo Royal Football Club Tournai. En 2007, el club se llevó el título en su grupo de Tercera División, ascendiendo a Segunda División por primera vez, más de medio siglo después del US Tournai y casi 40 años después de que el RRC Tournai jugara allí por última vez.
Tras la liquidación del Excelsior Mouscron, se volvió a hablar de una posible fusión, pero finalmente fracasó. El RFC Tournai volvió a descender a Tercera División en 2011. En 2012, al RFC Tournai se le descontaron 32 puntos por seleccionar a un jugador no elegible, lo que amenazó al club con caer aún más a la Cuarta División. Sin embargo, RFC Tournai apeló y finalmente pudo permanecer en Tercera División. En 2015 Tournai descendió a Cuarta División. Debido a la reforma del sistema de ligas en la temporada 2015-16, el club fue reubicado en la Tercera División Aficionada (actual División 3 de Bélgica) donde se mantuvo hasta la temporada 2022-23, cuando asciende a División 2. 

## Palmarés
- Segunda División de Bélgica (1): 1950/51

- Tercera División de Bélgica (2): 1947/48, 2006/07

- Cuarta División (4): 1957/58, 1979/80, 2001/02, 2004/05

- Copa de Bélgica: 1

1955/56

## Resultados
| Temporada | Nivel | Nivel | Nivel | Nivel | Nivel | Nivel | Nivel | Nivel | Nivel | Denominación                                          | Puntos                                                | Observaciones                                                                                                  | Copa de Bélgica |
| | I     | I     | II    | P.I   | P.II  |       |       |       |       |                                                       |                                                       | | Copa de Bélgica |
| --- | ----- | ----- | ----- | ----- | ----- | ----- | ----- | ----- | ----- | ----------------------------------------------------- | ----------------------------------------------------- | --- | --------------- |
| como US Tournai (Union Sportive Tournaisienne)                                                                                     |       |       |       |       |       |       |       |       |       |                                                       |                                                       | |                 |
| 1909/10 |       |       | 8     |       |       |       |       |       |       | Segunda Div.                                          | 11                                                    | |                 |
| 1910/11 |       |       | 10    |       |       |       |       |       |       | Segunda Div.                                          | 11                                                    | |                 |
| 1911/12 |       |       | 10    |       |       |       |       |       |       | Segunda Div.                                          | 16                                                    | |                 |
| 1912/13 |       |       | 11    |       |       |       |       |       |       | Segunda Div.                                          | 12                                                    | | 1/16            |
| 1913/14 |       |       |       |       |       |       |       |       |       | Primera Prov. Henao                                   |                                                       | | VR              |
| Debido a la Primera Guerra Mundial , no se organizaron competiciones desde 1914 hasta 1919. Entre 1919 y 1923 en Serie Provincial. |       |       |       |       |       |       |       |       |       |                                                       |                                                       | |                 |
| 1923/24 |       |       | 14    |       |       |       |       |       |       | Segunda Div. A                                        | 5                                                     | |                 |
| 1924/25 |       |       |       | 1     |       |       |       |       |       | Primera Prov. Henao                                   |                                                       | |                 |
| 1925/26 |       |       | 14    |       |       |       |       |       |       | Segunda Div. A                                        | 6                                                     | |                 |
| | I     | I     | II    | III   | P.I   | P.II  | P.III |       |       | desde 1926/27 hay 3 niveles nacionales                | desde 1926/27 hay 3 niveles nacionales                | desde 1926/27 hay 3 niveles nacionales                                                                         | Copa            |
| 1926/27 |       |       |       | 11    |       |       |       |       |       | Tercera A                                             | 26                                                    | | R1              |
| 1927/28 |       |       |       |       | 14    |       |       |       |       | Primera Prov. Henao                                   | 14                                                    | |                 |
| 1928/29 |       |       |       | 11    |       |       |       |       |       | Tercera A                                             | 26                                                    | |                 |
| 1929/30 |       |       |       | 7     |       |       |       |       |       | Tercera A                                             | 30                                                    | |                 |
| 1930/31 |       |       |       | 7     |       |       |       |       |       | Tercera A                                             | 30                                                    | |                 |
| 1931/32 |       |       |       | 2     |       |       |       |       |       | Tercera A                                             | 31                                                    | |                 |
| 1932/33 |       |       |       | 7     |       |       |       |       |       | Tercera A                                             | 25                                                    | |                 |
| 1933/34 |       |       |       | 11    |       |       |       |       |       | Tercera A                                             | 23                                                    | |                 |
| 1934/35 |       |       |       | 12    |       |       |       |       |       | Tercera A                                             | 23                                                    | |                 |
| 1935/36 |       |       |       |       | 1     |       |       |       |       | Primera Prov. Henao                                   |                                                       | |                 |
| 1936/37 |       |       |       | 2     |       |       |       |       |       | Tercera D                                             | 32                                                    | |                 |
| 1937/38 |       |       |       | 3     |       |       |       |       |       | Tercera D                                             | 35                                                    | |                 |
| 1938/39 |       |       |       | 4     |       |       |       |       |       | Tercera C                                             | 35                                                    | |                 |
| Debido a la Segunda Guerra Mundial , no se organizaron competiciones desde 1939 hasta 1941.                                        |       |       |       |       |       |       |       |       |       |                                                       |                                                       | |                 |
| 1941/42 |       |       |       | 5     |       |       |       |       |       | Tercera A                                             | 21                                                    | |                 |
| 1942/43 |       |       |       | 11    |       |       |       |       |       | Tercera D                                             | 23                                                    | |                 |
| 1943/44 |       |       |       | 13    |       |       |       |       |       | Tercera A                                             | 17                                                    | |                 |
| Debido a la Segunda Guerra Mundial , no se organizaron competiciones en 1944/45.                                                   |       |       |       |       |       |       |       |       |       |                                                       |                                                       | |                 |
| 1945/46 |       |       |       | 13    |       |       |       |       |       | Tercera C                                             | 32                                                    | |                 |
| 1946/47 |       |       |       | 9     |       |       |       |       |       | Tercera D                                             | 31                                                    | |                 |
| 1947/48 |       |       |       | 1     |       |       |       |       |       | Tercera A                                             | 42                                                    | |                 |
| 1948/49 |       |       | 9     |       |       |       |       |       |       | Segunda Div. B                                        | 29                                                    | |                 |
| 1949/50 |       |       | 10    |       |       |       |       |       |       | Segunda Div. A                                        | 29                                                    | |                 |
| 1950/51 |       |       | 1     |       |       |       |       |       |       | Segunda Div. B                                        | 41                                                    | |                 |
| 1951/52 | 16    | 16    |       |       |       |       |       |       |       | Primera Div.                                          | 12                                                    | |                 |
| | I     | I     | II    | III   | IV    | P.I   | P.II  | P.III | P.IV  | desde 1952/53 hay 4 niveles nacionales                | desde 1952/53 hay 4 niveles nacionales                | desde 1952/53 hay 4 niveles nacionales                                                                         | Copa            |
| 1952/53 |       |       | 14    |       |       |       |       |       |       | Segunda Div.                                          | 26                                                    | |                 |
| 1953/54 |       |       | 15    |       |       |       |       |       |       | Segunda Div.                                          | 19                                                    | |                 |
| 1954/55 |       |       |       | 12    |       |       |       |       |       | Tercera B                                             | 25                                                    | |                 |
| 1955/56 |       |       |       | 13    |       |       |       |       |       | Tercera A                                             | 25                                                    | |                 |
| 1956/57 |       |       |       | 16    |       |       |       |       |       | Tercera B                                             | 17                                                    | |                 |
| 1957/58 |       |       |       |       | 1     |       |       |       |       | Cuarta B                                              | 48                                                    | |                 |
| 1958/59 |       |       |       | 9     |       |       |       |       |       | Tercera B                                             | 27                                                    | |                 |
| 1959/60 |       |       |       | 14    |       |       |       |       |       | Tercera B                                             | 21                                                    | |                 |
| 1960/61 |       |       |       | 13    |       |       |       |       |       | Tercera A                                             | 26                                                    | |                 |
| 1961/62 |       |       |       | 15    |       |       |       |       |       | Tercera A                                             | 23                                                    | |                 |
| 1962/63 |       |       |       |       | 5     |       |       |       |       | Cuarta D                                              | 33                                                    | |                 |
| 1963/64 |       |       |       |       | 10    |       |       |       |       | Cuarta B                                              | 30                                                    | |                 |
| 1964/65 |       |       |       |       | 2     |       |       |       |       | Cuarta B                                              | 48                                                    | |                 |
| 1965/66 |       |       |       |       | 8     |       |       |       |       | Cuarta D                                              | 31                                                    | |                 |
| 1966/67 |       |       |       |       | 2     |       |       |       |       | Cuarta B                                              | 40                                                    | |                 |
| 1967/68 |       |       |       |       | 9     |       |       |       |       | Cuarta A                                              | 31                                                    | |                 |
| 1968/69 |       |       |       |       | 2     |       |       |       |       | Cuarta A                                              | 38                                                    | |                 |
| 1969/70 |       |       |       |       | 2     |       |       |       |       | Cuarta C                                              | 38                                                    | |                 |
| 1970/71 |       |       |       |       | 9     |       |       |       |       | Cuarta D                                              | 27                                                    | |                 |
| 1971/72 |       |       |       |       | 10    |       |       |       |       | Cuarta D                                              | 27                                                    | |                 |
| 1972/73 |       |       |       |       | 15    |       |       |       |       | Cuarta B                                              | 20                                                    | |                 |
| 1973/74 |       |       |       |       |       | 1     |       |       |       | Primera Prov. Henao                                   |                                                       | |                 |
| 1974/75 |       |       |       |       | 11    |       |       |       |       | Cuarta D                                              | 28                                                    | |                 |
| 1975/76 |       |       |       |       | 8     |       |       |       |       | Cuarta A                                              | 29                                                    | |                 |
| 1976/77 |       |       |       |       | 5     |       |       |       |       | Cuarta A                                              | 38                                                    | |                 |
| 1977/78 |       |       |       |       | 4     |       |       |       |       | Cuarta C                                              | 39                                                    | |                 |
| 1978/79 |       |       |       |       | 2     |       |       |       |       | Cuarta B                                              | 45                                                    | |                 |
| 1979/80 |       |       |       |       | 1     |       |       |       |       | Cuarta A                                              | 39                                                    | |                 |
| 1980/81 |       |       |       | 5     |       |       |       |       |       | Tercera A                                             | 33                                                    | |                 |
| 1981/82 |       |       |       | 10    |       |       |       |       |       | Tercera A                                             | 27                                                    | | R5              |
| 1982/83 |       |       |       | 13    |       |       |       |       |       | Tercera A                                             | 27                                                    | |                 |
| 1983/84 |       |       |       | 16    |       |       |       |       |       | Tercera A                                             | 18                                                    | |                 |
| 1984/85 |       |       |       |       | 16    |       |       |       |       | Cuarta B                                              | 22                                                    | |                 |
| Entre 1985 y 1990 en Serie Provincial.                                                                                             |       |       |       |       |       |       |       |       |       |                                                       |                                                       | |                 |
| 1990/91 |       |       |       |       | 4     |       |       |       |       | Cuarta C                                              | 37                                                    | |                 |
| 1991/92 |       |       |       |       | 4     |       |       |       |       | Cuarta A                                              | 33                                                    | |                 |
| 1992/93 |       |       |       |       | 12    |       |       |       |       | Cuarta A                                              | 23                                                    | |                 |
| 1993/94 |       |       |       |       | 8     |       |       |       |       | Cuarta A                                              | 30                                                    | |                 |
| 1994/95 |       |       |       |       | 3     |       |       |       |       | Cuarta A                                              | 40                                                    | |                 |
| 1995/96 |       |       |       |       | 8     |       |       |       |       | Cuarta A                                              | 42                                                    | |                 |
| 1996/97 |       |       |       |       | 13    |       |       |       |       | Cuarta A                                              | 28                                                    | |                 |
| 1997/98 |       |       |       |       | 7     |       |       |       |       | Cuarta A                                              | 44                                                    | |                 |
| 1998/99 |       |       |       |       | 13    |       |       |       |       | Cuarta A                                              | 35                                                    | |                 |
| 1999/00 |       |       |       |       | 13    |       |       |       |       | Cuarta A                                              | 30                                                    | |                 |
| 2000/01 |       |       |       |       | 7     |       |       |       |       | Cuarta A                                              | 42                                                    | |                 |
| 2001/02 |       |       |       |       | 1     |       |       |       |       | Cuarta A                                              | 61                                                    | |                 |
| como RFC Tournai (Royal Football Club Tournaisien)                                                                                 |       |       |       |       |       |       |       |       |       |                                                       |                                                       | |                 |
| 2002/03 |       |       |       | 6     |       |       |       |       |       | Tercera A                                             | 38                                                    | |                 |
| 2003/04 |       |       |       | 15    |       |       |       |       |       | Tercera B                                             | 31                                                    | |                 |
| 2004/05 |       |       |       |       | 1     |       |       |       |       | Cuarta A                                              | 61                                                    | |                 |
| 2005/06 |       |       |       | 10    |       |       |       |       |       | Tercera B                                             | 38                                                    | | 1/16            |
| 2006/07 |       |       |       | 1     |       |       |       |       |       | Tercera A                                             | 61                                                    | | R4              |
| 2007/08 |       |       | 12    |       |       |       |       |       |       | Segunda Div.                                          | 46                                                    | | R4              |
| 2008/09 |       |       | 5     |       |       |       |       |       |       | Segunda Div.                                          | 54                                                    | Derrota en la ronda de clasificación para la ronda final contra el Royal Antwerp FC                            | 1/16            |
| 2009/10 |       |       | 11    |       |       |       |       |       |       | Segunda Div.                                          | 44                                                    | | R4              |
| 2010/11 |       |       | 18    |       |       |       |       |       |       | Segunda Div.                                          | 24                                                    | | 1/8             |
| 2011/12 |       |       |       | 17    |       |       |       |       |       | Tercera A                                             | 16                                                    | Tournai terminó quinto con 48 puntos, pero perdió 32 puntos debido a la alineación de un jugador no autorizado | R5              |
| 2012/13 |       |       |       | 14    |       |       |       |       |       | Tercera B                                             | 43                                                    | | R5              |
| 2013/14 |       |       |       | 9     |       |       |       |       |       | Tercera A                                             | 46                                                    | | R4              |
| 2014/15 |       |       |       | 18    |       |       |       |       |       | Tercera A                                             | 14                                                    | | R3              |
| 2015/16 |       |       |       |       | 14    |       |       |       |       | Cuarta B                                              | 24                                                    | | R3              |
| | 1A    | 1B    | 1Am   | 2Am   | 3Am   | P.I   | P.II  | P.III | P.IV  | desde 2016-17 hay 3 niveles nacionales y 2 regionales | desde 2016-17 hay 3 niveles nacionales y 2 regionales | desde 2016-17 hay 3 niveles nacionales y 2 regionales                                                          | Copa            |
| 2016/17 |       |       |       |       | 5     |       |       |       |       | Tercera Div. Afic                                     | 40                                                    | | R2              |
| 2017/18 |       |       |       |       | 4     |       |       |       |       | Tercera Div. Afic                                     | 55                                                    | | R2              |
| 2018/19 |       |       |       |       | 4     |       |       |       |       | Tercera Div. Afic                                     | 52                                                    | | R2              |
| 2019/20 |       |       |       |       | 7     |       |       |       |       | Tercera Div. Afic                                     | 37                                                    | | R2              |
| 2020/21 |       |       |       |       |       |       |       |       |       | División 3                                            |                                                       | suspendida tras 4 jornadas por Covid-19                                                                        | R2              |
| 2021/22 |       |       |       |       | 5     |       |       |       |       | División 3                                            | 45                                                    | |                 |
| 2022/23 |       |       |       |       | 4     |       |       |       |       | División 3                                            | 46                                                    | |                 |
| 2023/24 |       |       |       | 4     |       |       |       |       |       | División 2                                            | 63                                                    | ascenso |                 |
| 2024/25 |       |       | 12    |       |       |       |       |       |       | División Nacional 1                                   | 17                                                    | descenso |                 |